# Cleome hanburyana
Cleome hanburyana là một loài thực vật có hoa trong họ Màng màng. Loài này được Penz. mô tả khoa học đầu tiên năm 1893.